# Лика (Хорватія)

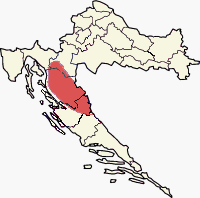
Лика на карті Хорватії

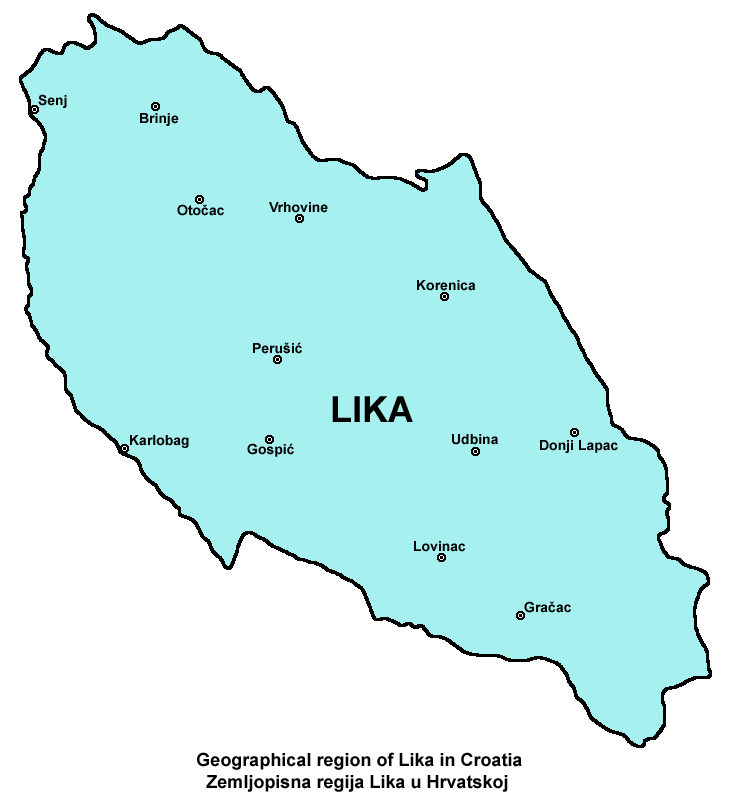

Лика (хорв. Lika) — історична область у серединній частині Хорватії, що простяглася між гірським кряжем Велебит на південному заході і горою Плешевиця на північному сході та долиною Огулин-Плашки на північному заході і перевалом Мальован на південному сході. Більшість краю належить до жупанії Лика-Сень, лише невеличка частина — до Карловацької та Задарської жупаній. Майже вся місцевість Лики гориста.
Головними містами регіону є Госпич, Оточаць і Грачаць. Головні річки: Корана, Лика, Гацка і Мрежниця. У краї досить поширені карстові явища.
У Лиці розташована одна з найзнаменитіших природних пам'яток Хорватії — Національний парк Плитвицькі озера.

## Населення
У 1991 році жупанію Лика-Сень населяло понад 85 тисяч людей: сербів і хорватів. Після проголошення незалежності Хорватії місцеві сербські сепаратисти оголосили про приєднання регіону до Республіки Сербська Країна. Більшину хорватського населення було вигнано.
У 1995 році хорватська армія визволила регіон в ході операції «Буря». Близько 30 тисяч сербів вдалися до втечі, зате повернулися хорватські біженці. З того часу лише поодинокі серби наважилися повернутися у свої домівки, більшість же нині проживає у Сербії, Чорногорії, Боснії, США, Австралії та Канаді.
У 2001 році у регіоні мешкало тільки 53 677 осіб — спад на 37 % протягом десяти років. Хорвати становили 86,1 % населення, серби — 11,5 %.
| CRO | Це незавершена стаття з географії Хорватії. Ви можете допомогти проєкту, виправивши або дописавши її. |